# Benito Arbués
Hermano Benito Arbués Rubiol (n. Santa Eulalia de Gállego, 1 de junio de 1939), es un hermano marista español. Fue superior general de su congregación entre 1993 y 2001.

## Biografía
En 1955 ingresa al Instituto de los Hermanos Maristas. Estudió en el Colegio Internacional de Roma, donde egresó en 1973. Entre 1974 y 1978 desempeñó actividades como profesor y director de la  Escuela Normal de Alcalá de Henares. En 1981 es designado provincial de Cataluña, y en 1985 es nombrado vicario general.
El 7 de octubre de 1993 es nombrado superior general de los Hermanos Maristas, siendo el sucesor del hermano australiano Charles Howard. Durante su período se reorganizaron las provincias maristas, y tuvo que enfrentar el asesinato de cuatro Hermanos en un campo de refugiados ruandeses en Zaire, los que son conocidos en el mundo marista como "Los mártires de Bugobe". El 3 de octubre de 2001 entrega el cargo de superior general al estadounidense Seán Sammon.